# El Aral (La Algaba)
El Aral es un pedanía y barrio que pertenece al municipio de La Algaba en la provincia de Sevilla, Andalucía, España. A 1 de enero de 2015 contaba con unos 751 habitantes censados aproximadamente. Sus coordenadas geográficas son 37°28'26.3"N 6°00'15.1"W. Se encuentra situada a una altitud de 7 metros y a 11 kilómetros de la capital de provincia, Sevilla. Geográficamente se encuentra situada en la depresión del río Guadalquivir.

## Toponimia
Proviene del castellano antiguo El Aras o Alaraz, que a su vez tiene un significado equivalente del árabe حقل الزراعة  (haql alzuraae) «campo de cultivo».

## Situación
El Aral está situado en el noroeste del municipio de La Algaba y al norte de Sevilla, concreta mente a 11 kilómetros de la capital, a la cual está unida por el Camino del Aral, que a su vez concluye en la Carretera A-8006, también, cuando se construya la autovía SE-40 por la Vega del Guadalquivir se ha planteado una salida e entrada desde El Aral. 
En torno a su barrio original, El Aral, se le han ido configurando diversos núcleos como El Tributo, entre otros.

## Monumentos
- Ermita de la Inmaculada Concepción. La Ermita de la Inmaculada Concepción es un templo religioso bajo la advocación de la Purísima Concepción de María Coronada.

## Fiestas
- Romería de la Purísima Concepción (o Romería de La Algaba), el 10 de junio, la imagen recorre el camino desde la Iglesia de Santa María de las Nieves hasta su ermita de El Aral.
- Candevelares  el día 7 de diciembre se hacen candelas en honor al dogma de la Inmaculada, en cada barrio del pueblo se montan estas grandes candelas rematadas por un júa (muñeco hecho de trapo y virutas de maderas para arder). Alrededor de estas candelas se cantan villancicos y se toman dulces típicos navideños.

## Demografía
En 2017 el barrio contaba contaba con 757 habitantes, de los cuales 393 eran hombres y 364 eran mujeres.
| 680                       | 715 | 672 | 659 | 662 | 665 | 642 | 736 | 741 | 749 | 751 | 751 | 757 | 747 |
| (Fuente: INE [Consultar]) |     |     |     |     |     |     |     |     |     |     |     |     |     |

- Datos: Q58483969